# Masja Loogman
M.C.M. (Masja) Loogman is een Nederlands huisarts en senior wetenschappelijk medewerker van het Nederlands Huisartsen Genootschap. Tijdens de coronapandemie in 2020 was zij lid van het Outbreak Management Team, dat de Nederlandse overheid adviseerde over het te voeren beleid.

## Biografie
Loogman studeerde van 1994-2001 geneeskunde aan de Vrije Universiteit van Amsterdam en specialiseerde zich als huisarts aan de Universiteit Utrecht. Zij werkte vanaf 2007 als huisarts achtereenvolgens bij het gezondheidscentrum Lunetten, bij het gezondheidscentrum Witte Vrouwen in Utrecht en sinds 2013 bij de huisartsen Schilderskwartier in Woerden.
Naast haar werk als huisarts was zij in 2016/2017 redacteur van een nieuwsbrief van de GGD Midden Nederland over infectieziekten, vanaf 2016 is zij wetenschappelijk medewerker bij het Nederlands Huisartsen Genootschap.

## Publicaties
Loogman is auteur of co-auteur van de volgende publicaties:
- Herziening NHG-Standaard Stabiele angina pectoris, 2020,[5] 2019
- Veelgestelde vragen over kinkhoestvaccinatie voor zwangere vrouwen, 2019
- Bijzonder resistente micro-organismen in de eerste lijn, 2019
- Veelgestelde vragen over meningokokken, 2019
- Specula steriel verpakken, 2019
- Antibioticagebruik bij kinderen neemt toe door ongeruste ouders, 2019[6]
- Vaccinaties op maat – presentatie VastePrikdag 2019[7]
- Preventie en behandeling van waterpokken bij risicogroepen, 2018
- Atypische meningokok dwingt tot aanpassing vaccinatieprogramma, ca. 2018[8]
- Diagnosis, treatment and prevention of ankle sprains: Update of an evidence-based clinical guideline, 2018
- Wel of geen steriele handschoenen?[9]
- Pityriasis alba, hoofdstuk in het boek Kleine kwalen bij kinderen, 2017[10]
- Totstandkoming en methoden NHG-Behandelrichtlijnen.[11]
- Influenzavaccinatie; de feiten op een rij, 2016
- Practice guideline on 'Acute diarrhoea' from the Dutch College of General Practitioners, 2015
- Richtlijn Acuut lateraal enkelbandletsel, 2012
- Diagnosis, treatment and prevention of ankle sprains: An evidence-based clinical guideline, 2012
- NHG-Standaard Lichen sclerosus, 2012[12]
- Addendum bij de NHG-Standaard Dermatomycosen, 2011[13]
- Dokter is het besmettelijk?, 2008
- The standard for dermatomycosis by the Dutch College of General Practitioners: First revision, 2008